# Bonno Spieker
Bonno Spieker (Delfzijl, 18 december 1935 – aldaar, 29 maart 2017) was een Nederlands politicus voor de PvdA. Voordat hij de politiek in ging, was hij werkzaam in de industrie en bij de kustvaart.
Spieker volgde een technische opleiding aan de Openbare Lagere Technische School te Delfzijl. Hierna volgde hij een opleiding tot machine-motordrijver voor de kustvaart. Na deze opleiding werkte hij van 1952 tot 1955 als revisiemonteur. Van 1956 tot 1964 werkte hij als machinist bij de kustvaart. Hierna werkte hij tot 1972 bij het chemisch bedrijf AKZO als operator. Na hier nog enkele jaren te hebben gewerkt als secretaris van de ondernemingsraad ging hij de politiek in. Hij was van 1974 tot 1978 lid van Provinciale Staten van Groningen. In 1977 was hij al Tweede Kamerlid geworden. Spieker zat relatief lang in de Kamer, namelijk 17 jaar. In mei 1994 stopte hij. Als parlementariër was hij woordvoerder sociale zaken en economische zaken van de Tweede Kamerfractie van de PvdA. Ook hield Spieker zich bezig met het spreidingsbeleid en de gemeentelijke herindeling.
- Biografisch Portaal: 56864364
- Parlement.com: vg09lli5ymzj